# Månsas kyrka
Månsas kyrka, även Petruskyrkan (finska: Maunulan kirkko) är en kyrka i Helsingfors. Den planerades av Ahti Korhonen, och blev klar år 1980. Kyrkans orgel är tillverkad av orgelbyggeri Tuomi. Inredningen är planerad av Olavi Hänninen. Kyrkans tre klockor är österrikiska. Kyrkan används av Oulunkylän seurakunta.
Kyrkan renoverades under 2018. Efter renoveringen är kyrkan Petrus församlings huvudkyrka. Efter renoveringen kallas kyrkan Petruskyrkan på svenska. Den används fortfarande även av Oulunkylän seurakunta.